# Río Pintoyacu (Río Nanay)
Der Río Pintoyacu, der Oberlauf: Río Pintuyacu, ist ein etwa 305 km langer linker Nebenfluss des Río Nanay im Nordosten von Peru in der Provinz Maynas der Region Loreto.

## Flusslauf
Der Río Pintoyacu entspringt im Nordwesten des Distrikts Alto Nanay auf einer Höhe von etwa 210 m. Er durchquert das Amazonastiefland nordwestlich der Regionshauptstadt Iquitos in südöstlicher Richtung. Er weist auf seinem gesamten Flusslauf ein stark mäandrierendes Verhalten mit unzähligen engen Flussschlingen und Altarmen auf. Bei Flusskilometer 58 mündet der Río Chambira, der bedeutendste Nebenfluss, linksseitig in den Río Pintoyacu. Vier Kilometer flussabwärts befindet sich die Siedlung San Antonio am rechten Flussufer. Entlang dem Unterlauf befinden sich weitere kleinere Siedlungen am Flussufer. Der Río Pintoyacu mündet schließlich 3 km östlich des Distriktverwaltungszentrums Santa María de Nanay in den nach Osten strömenden Río Nanay.

## Einzugsgebiet
Der Río Pintoyacu entwässert eine Fläche von ungefähr 6670 km². Das Einzugsgebiet des Río Pintoyacu liegt vollständig innerhalb des Distrikts Alto Nanay und umfasst knapp die Hälfte dessen Fläche. Das Einzugsgebiet des Río Pintoyacu grenzt im Süden und im Westen an das des oberstrom gelegenen Río Nanay, im Norden an das des Río Mazán sowie im Osten an das des Río Momón. Das Gebiet besteht fast vollständig aus tropischem Regenwald und Sumpfgebieten. Das obere Einzugsgebiet des Río Pintoyacu oberhalb von Flusskilometer 100 befindet sich innerhalb des regionalen Schutzgebietes Alto Nanay-Pintuyacu-Chambira.